# کریستوفر دابروفسکی
کریستوفر دابروفسکی (انگلیسی: Christoph Dabrowski؛ زادهٔ ۱ اوت ۱۹۷۸) بازیکن فوتبال اهل لهستان است که در پست هافبک بازی می‌کرد.
وی اکنون مدیر باشگاه فوتبال هانوفر است.
از باشگاه‌هایی که در آن بازی کرده‌است می‌توان به باشگاه فوتبال هانوفر ۹۶، باشگاه فوتبال بوخوم، باشگاه فوتبال آرمینیا بیله‌فلد، و باشگاه ورزشی وردر برمن اشاره کرد.
وی همچنین در تیم‌های ملی فوتبال زیر ۲۱ سال آلمان، زیر ۲۳ سال آلمان، و Germany national football B team بازی کرده‌است.